# Pierre-Jean-François Tharreau
Pour les articles homonymes, voir Tharreau.
Pierre-Jean-François Tharreau, né le 26 juin 1755 au May-sur-Èvre (Maine-et-Loire) et mort le 14 décembre 1806 à Angers (Maine-et-Loire), est un homme politique français.

## Biographie
Fils de Pierre-Alexis Tharreau des Germonières, fournisseur de la marine, et de Marie-Geneviève Gentet, frère du général-baron Jean-Victor Tharreau et cousin-germain du député François-Charles Tharreau, il est conseiller du Roy, en 1781 et président de l’élection de Châtillon-sur-Sèvre. Rallié à la révolution, il devient successivement procureur-syndic de Bressuire, élu représentant au conseil des Anciens en 1795 puis adjoint au maire d'Angers en 1803.
Il est marié à Marie-Théophile-Julie Boutillier, de Beauregard, née le 10 juillet 1766 à Châtillon-sur-Sèvre et morte le 31 août 1800 à Angers. Au décès de ce frère, en 1806, Jean Victor Tharreau et sa femme recueillent leurs neveux, devenus orphelins, dont Pierre André (1789 -1852) reçu avocat le 23 juin 1813 qui devient sous-préfet de Loudun (Vienne) puis conseiller de préfecture de Loire Inférieure. Le deuxième fils, Félix Désiré (1790 - 1869) est officier d'infanterie. Le troisième, Félix Désiré (1791 - 1812), lieutenant au 37e régiment d'infanterie de ligne, meurt à Vilnius (en Russie à l'époque).

## Sources
- « Pierre-Jean-François Tharreau », dans Adolphe Robert et Gaston Cougny, Dictionnaire des parlementaires français, Edgar Bourloton, 1889-1891 [détail de l’édition]